# Homem Primata
"Homem Primata" é uma canção da banda de rock Titãs, presente no terceiro disco da banda, Cabeça Dinossauro. Como lado B, o single trazia uma regravação e um remix da canção "Polícia". Embora tenha sido lançada somente no terceiro disco do grupo, a faixa já havia sido concebida antes.

## Historia
O refrão foi originalmente escrito pelo Marcelo Fromer e Ciro Pessoa na época quando o grupo era chamando D`os Titãs do Iê-Iê, alguns anos depois na Copacabana Sol Hotel, o Marcelo chamou para o Sérgio Britto e o Nando Reis para expandir esse esboço em uma faixa completa, a canção foi originalmente escrita como um ska inspirando na canção "A Message To Rudy" pela banda The Specials antes que a canção se torna-se uma faixa mais rock. Na parte em inglês da canção, ela faz citação duas canções reggae jamaicano que respectivamente são Monkey Man pelo Toots & the Maytals e a Concrete Jungle pelo Bob Marley & The Wailers.
Antes que o álbum fosse titulado Cabeça Dinossauro, a faixa seria o nome do disco antes que os Titãs mudasse o nome do álbum por sentir que o titulo "Dinossauro" seria mais óbvio e menos agressivo.

## Vídeo
O videoclipe da canção, que foi dirigindo por Boninho, começa com a banda em imagens preto e branco andando em meio a uma multidão, com imagens alternadas de homens das cavernas. Depois (agora em cores), a banda picha um caminhão dos anos 50 (com ilustrações que incluem o símbolo do anarquismo) e passa a tocar a música em cima do mesmo, enquanto passeiam pelo centro de São Paulo. Alternadamente, imagens da banda tocando de dentro de uma jaula com pessoas assistindo de fora aparecem.

## Faixas
| N.º | Título                  | Duração |  |
| 1.  | "Homem Primata"         | 3:27    |  |
| 2.  | "Polícia (dance remix)" |         |  |
| 3.  | "Polícia II"            |         |  |